# Oisly
Oisly ist eine französische Gemeinde mit 390 Einwohnern (Stand: 1. Januar 2022) im Département Loir-et-Cher in der Region Centre-Val de Loire; sie gehört zum Arrondissement Romorantin-Lanthenay und zum Kanton Montrichard Val de Cher. Die Einwohner werden Auciliussois und Auciliussoises genannt.

## Geographie
Die Gemeinde Oisly liegt etwa 26 Kilometer südsüdöstlich von Blois im Südwesten der Seenlandschaft Sologne. Umgeben wird Oisly von den Nachbargemeinden Le Controis-en-Sologne im Norden und Nordosten, Sassay im Osten, Couddes im Süden sowie Choussy im Südwesten und Westen.

## Bevölkerungsentwicklung
| Jahr                       | 1962 | 1968 | 1975 | 1982 | 1990 | 1999 | 2006 | 2012 | 2021 |
| Einwohner                  | 367  | 399  | 350  | 316  | 319  | 310  | 330  | 351  | 388  |
| Quellen: Cassini und INSEE |      |      |      |      |      |      |      |      |      |

## Sehenswürdigkeiten

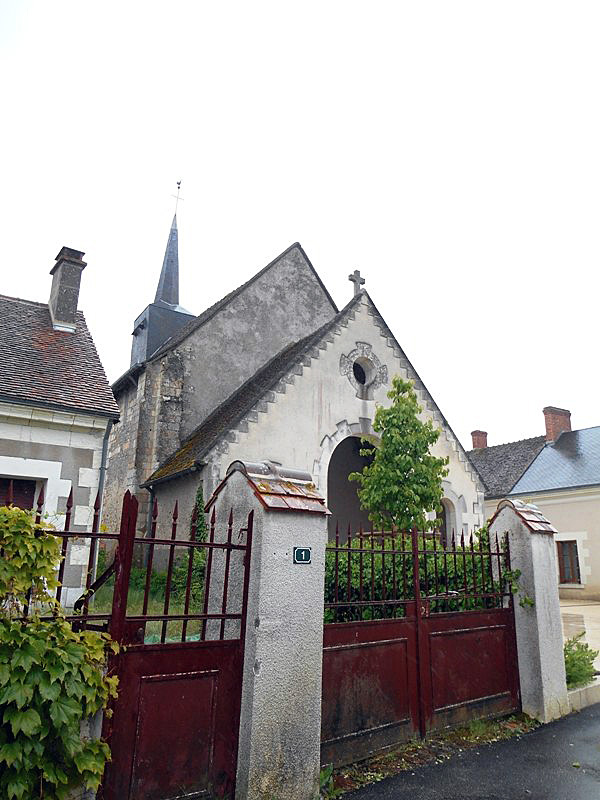
Kirche Saint-Hippolyte

- Kirche Saint-Hippolyte